# Lumban
Lumban ist eine philippinische Gemeinde in der Provinz Laguna 104 Kilometer südöstlich von Manila. Sie hat 30.652 Einwohner (Zensus 2015). Lumban ist mit einer Fläche von 96,8 Quadratkilometer die viertgrößte Gemeinde in der Provinz Laguna.

## Geografie
Auf dem Gebiet der Gemeinde liegt der künstlich angelegte Caliraya-See.

## Baranggays
Lumban ist politisch in 18 Baranggays unterteilt, von diesen sind zwei nicht bewohnt.
| - Bagong Silang - Balimbingan - Balubad - Caliraya - Concepcion - Lewin | - Maracta - Maytalang I - Maytalang II - Primera Parang - Primera Pulo - Salac | - Segunda Parang - Segunda Pulo - Santo Niño - Wawa - Kulyon (unbewohnt) - Binayuyo (unbewohnt) |

## Geschichte
Lumban ist einer der ältesten Orte in Laguna. Der Name leitet sich vom Lumbang – Baum ab. Die Provinzhauptstadt Santa Cruz, sowie Cavinti und Pagsanjan waren einst Teil von Lumban.